# Kako sem spoznal vajino mamo
Kako sem spoznal vajino mamo (izvirno How I Met Your Mother) je ameriška televizijska situacijska komedija. S predvajanjem je začela 19. septembra 2005 in končala 31.marca 2014.
Zgodba je pripovedovana skozi spomine glavnega igralca Teda Mosbya (Josh Radnor), ki svojima otrokoma pripoveduje zgodbo in dogodke, ki so privedli do njegovega srečanja z njuno mamo. Ostali glavni igralci so še Lily Aldrin (Alyson Hannigan), Marshall Eriksen (Jason Segel), Robin Scherbatsky (Cobie Smulders) in Barney Stinson (Neil Patrick Harris).

## Vsebina
Leta 2030 se Ted odloči svojima otrokoma povedati zgodbo in dogodke, ki so vodili do trenutka ko je spoznal njuno mamo.
Pripoved se začne leta 2005. Ted je samski 27-letni arhitekt, ki živi s svojima najboljšima prijateljema Marshallom, študentom prava in Lilly, vzgojiteljico. Marshall in Lilly sta par že osem let in sedaj se nameravata poročiti. Tako si tudi Ted želi poiskati dekle svojih sanj, kar pa naleti na neodobravanje pri njegovem samoklicanem najboljšem prijatelju Barneyu. Barney je namreč velik ženskar. Ted kmalu spozna televizijsko voditeljico Robin, ki pa je njunima otrokoma poznana kot teta. 
Skozi pripoved so poleg Teda stalnice tudi Robin, Barney, Marshall in Lilly.

## Pomebnejše nagrade in nominacije
- 4 emmyi in 7 nominacij
- 2 nominaciji za zlati globus

## Knjige
- The Bro Code: Barney v veliko epizodah citira izseke iz te knjige, ki vsebuje navodila obnašanja med "prijatelji".
- Bro on the Go: Dodatek k The Bro Code izdan leta 2009.
- The Playbook: Knjiga se je pojavila v 8. epizodi 5. sezone. Vsebuje navodila in trike kako osvojiti ženske.